# Szófaj
A hagyományos nyelvtan értelmezésében a szófaj szavak osztálya, amelybe ezeket morfológiai szempontból előfordulásaik szokásos vagy lehetséges alakjuk alapján, szintaktikai szempontból az előbbihez kötött szokásos vagy lehetséges mondatbeli szerepük vagy ennek hiánya alapján, szemantikai szempontból pedig lexikai jelentésük típusa alapján sorolják be.
Az első grammatikai szempont, a morfológiai, azt veszi figyelembe, hogy a szó vehet-e fel toldalékokat, – és ha igen, milyeneket. Ennek alapján meg lehet különböztetni, – legalábbis egyes nyelvekben, – például egyrészt a kötőszókat, melyek nem vehetnek fel toldalékokat, a főnevektől és az igéktől, másrészt a két utóbbi szófajt aszerint, hogy milyen toldalékokat vehetnek fel.
A második grammatikai kritérium, a szintaktikai, arra vonatkozik, hogy a szónak lehet-e mondatbeli szerepe, és ha igen, milyen (mondatrészi vagy egyéb), lehetnek-e bővítményei, és ezek mifélék lehetnek. Ilyen tekintetben különbözik például egyrészt a hangutánzó szó, melynek szokásosan nem lehet mondatbeli szerepe, az igétől és a névutótól, melyeknek lehet mondattani szerepük, másrészt pedig a két utóbbi szófaj, melyek közül csak az első lehet mondatrész (állítmány), és lehet például határozója, a második pedig nem lehet mondatrész, csak viszonyszó a szószerkezetben.
A harmadik kritérium, – a lexikai jelentés típusa –, olyan meghatározásokra vonatkozik, mint az, hogy a főnév élőlényt, képzeletbeli lényt, élettelen tárgyat vagy gondolati dolgot nevez meg; a melléknév ilyenek tulajdonságát fejezi ki; az ige cselekvést, történést, létezést fejez ki stb.
Az utóbbi szempontot egyes nyelvészek hagyományosan a többivel legalább egyenrangúnak tekintik, mások másodlagosnak a grammatikai szempontokhoz viszonyítva, megint mások pedig mellőzendőnek.
A lexikai jelentés figyelembe vételének ellenzői azzal érvelnek, hogy ez nem tudományos, hanem intuíción alapuló. Az ige fenti meghatározásába például főnevek is beleférnek, és ugyanazt a jelentést különböző nyelvek teljesen különböző szófajjal vagy szerkezettel fejezhetik ki, pl. (franciául) j’ai sommeil (főnév által kifejezett tárgyas szerkezet, szó szerint ’én birtokolok álmosságot’) vs. (magyarul) ’álmos vagyok’ (mellékneves névszói állítmány).
Akár elfogadják, akár nem a lexikai jelentés kritériumát, általános nézet az, hogy a szófajokat vonások együttese jellemzi: Eifring – Theil 2005 szerint „szemantikai és grammatikai tulajdonságok keveréke”; Bokor 2007 szerint „négyféle tulajdonság […] együttesen és kölcsönösen: a toldalékfelvevő képesség, a mondatbeli felhasználhatóság, a bővíthetőség és a szótári jelentés típusa”; Kenesei 2006 szerint „instrukciók, utasítások sora arra, hogy az adott szótári elem milyen végződéseket vegyen vagy vehet fel, illetve milyen szintaktikai pozíciókat foglalhat el”.

## A szófajok elhatárolása

### A kezdetek
A szófajok témájában az európai nyelvészeti hagyomány Plátóig megy vissza, aki logikai elemzés alapján két kategóriát különböztetett meg, az onomá-t (általában az, amiről állítunk, szűkebb értelemben főnév) és a rhémá-t (általában az, amit állítunk, szűkebb értelemben ige). Arisztotelész ezekhez harmadikként a ragozhatatlan szavak kategóriáját adta hozzá, a szündeszmosz-t. Később Dionüsziosz Thrax görög nyelvész (i. e. 1. század) nyolc szófajba csoportosította a szavakat:
| Görög megnevezés         | Latin megnevezés | Magyar megnevezés  |
| ------------------------ | ---------------- | ------------------ |
| ὄνομα (onoma)            | nomen            | főnév és melléknév |
| ῥῆμα (rhéma)             | verbum           | ige                |
| μετοχή (methokhé)        | participium      | melléknévi igenév  |
| ἄρθρον (arthron)         | articulus        | névelő             |
| ἀντωνυμία (antonümia)    | pronomen         | névmás             |
| πρόθεσις (protheszisz)   | praepositio      | elöljárószó        |
| ἐπίρρημα (epirrhéma)     | adverbium        | határozószó        |
| σύνδεσμος (szündeszmosz) | conjunctio       | kötőszó            |

Ezekből a latin grammatikák is átvettek hetet, kiiktatva a névelőt, mivel ez nem volt a latinban, és hozzáadták az indulatszót (interjectio). Ugyanakkor a nomen-t felosztották főnévre (nomen substantivum) és melléknévre (nomen adjectivum).

### Mai helyzet
Különböző nyelvek grammatikáiban általában ugyanazokat az alapszófajokat veszik számításba. Azonban egyes szófajok bizonyos nyelvekben megvannak, másokban nem, például a névelő nincs meg a szláv nyelvek többségében, vagy az elöljárószó nincs meg a magyar nyelvben. Ugyanakkor egyes szóosztályokat bizonyos grammatikákban külön szófajoknak tekintenek, másokban nem. Például a hagyományos magyar grammatikákban az igeneveket külön szófajoknak tekintik, de más nyelvekéiben, mint amilyen a francia vagy a román, az igenevek az ige alakjainak számítanak személytelen igemódok elnevezéssel. Az is megkülönböztet grammatikákat, hogy egyesekben bizonyos szavakat egy bizonyos szófajhoz sorolnak, másokban pedig más szófajhoz. Az utóbbi két megállapítás egyazon nyelv grammatikáira is érvényes. Ennek oka az, hogy a szófajok meghatározásában több szempont vegyül, melyek nem mindig hangzanak egybe, és egyik vagy másik szempont többet nyom a latban, mint a többi.
Két aktuális magyar grammatikát összevetve az alábbi megállapításokra lehet jutni.
- Úgy a Magyar grammatikában (MGr, Keszler 2000), mint A magyar nyelv könyvében (MNyK, Bokor 2007) egyformán vannak számításba véve a következő szófajok: főnévi igenév, hangutánzó mondatszó, határozói igenév, ige, igekötő, indulatszó, kötőszó, módosítószó, névelő, segédige. Más-más elnevezéssel, de ugyanolyan jellegzetességekkel bíró szavakat foglal egybe az interakciós mondatszóknak nevezett csoport (MGr) és a felelő-, kérdőszó és társalgási szók csoportja (MNyK).
- Mindkét grammatikában megvannak más szófajok, de nincsenek egyformán kezelve az autonómia szempontjából:

- A MNyK-ben külön szófaj a számnév, a MGr viszont a számnevet a melléknév egyik alcsoportjának tekinti, és a hagyományosan számnévi névmásnak nevezett szavakat a melléknévi névmások közé sorolja.
- A MNyK-ben a névmás is egységes szófajnak számít, miközben a MGr-ban külön szerepel a főnévi névmás és a melléknévi névmás.
- A MNyK-ben a határozószók magukba foglalják a MGr-ban elkülönített határozószói névmásokat is (pl. itt, amikor, akárhogy).
- A MNyK a névutómelléknevet egy szófaji osztályba veszi a névutóval, miközben a MGr ezeket elkülöníti egymástól.
- A MNyK a melléknévi igenevek mellé veszi az ige-igeneveket is (pl. anyám sütötte cipó).

- A MGr elkülönít négy szófajt, melyeket a MNyK nem vesz számításba:

- A MNyK módosítószóknak tekint olyan szavakat is, melyeket a MGr külön kezel partikulákként (pl. ám, -e, is).
- A MGr a tagadószókat is elkülöníti, miközben ezek módosítószóknak számítanak a MNyK-ben.
- A segédigenév (lenni, lévén) is elkülönítve jelenik meg a MGr-ban.
- A MGr szófajként elkülöníti az ún. határozóvá tevő mint-et a kötőszó mint-től (pl. mint tanár dolgozik – határozóvá tevő mint vs. Annyit ér, mint a kutyaugatás a holdnak – kötőszó mint).

Egy másik magyar nyelvészeti munkának, a Magyar nyelvnek (MNy, Kenesei 2006) a fentiektől különböző nézete van a szófajokról. Szerinte ezek a következők: főnév, határozószó, (állítmányi) határozószó, ige, kérdő „partikula”, melléknév, mondatbevezető (pl. hogy, ha, bár, és, de, pedig), mondathatározószó, névelő, segédige, számnév és tagadószó. Nem jelennek itt meg szófajokként a mondatszók (indulatszó, hangutánzó szó, interakciós mondatszó) a névmások és az igenevek.
A meghatározások és elkülönítések nehézségei azokban a nézetkülönbségekben is megnyilvánulnak, melyek tárgya az átmeneti vagy a kereszteződő jellegű szófajok.
Átmenetti jellegűnek tekinti például Bokor 2007 többek között a főnévi igenevet, mivel alany, tárgy és határozó lehet, mint a főnév (élni érdemes, olvasni akarok, eljöttem beszélgetni), de tárgya vagy határozója lehet, mint az igének (levelet írni, négyesfogaton járni). Ugyancsak átmeneti jellegű lenne a többi igenév is, valamint a névutómelléknév. Ennek mondattani funkciója jelzői, mint a melléknévnek, de az előtte álló főnévvel olyan alaktani szerkezetet alkot, mint a névutó: a ház mögött kert van, a ház mögötti kert. Ellenben például Kenesei 2006 nem ismeri el az igenevek átmeneti jellegét, és nem tartja őket önálló szófajoknak sem.
Kereszteződő jellegűnek tartja például Bokor 2007 többek között a vonatkozó névmásokat, mivel kötőszói jellegük is (mellékmondatot kapcsolnak a főmondathoz), és névmási jellegük is van (a szövegkörnyezetbeli valamelyik entitásra utalnak). Viszont Kenesei 2006 szerint a névmások nem alkotnak külön szófaji osztályt, tehát a vonatkozó névmások egyszerűen mondatbevezetők lennének, a hagyományosan kötőszóknak nevezettekkel együtt.
Egyes szavak már eleve két vagy több szófajúak. Szinte egyenrangúan léphetnek föl az egyik vagy a másik szófaj szerepében, de aktuális szóelőfordulásukból mindig kiderül, melyik szófaji értékük dominál. Ilyenek például a népnevek (főnév és melléknév: magyar, tatár) vagy egyes igekötők, névutók és határozószók: át, együtt, túl.
Más szavaknak van egy szokásos szófaji értéke, de bizonyos szóelőfordulásban ez megváltozik. Van szófajváltás például melléknévről főnévre (A gyengéknek annyi!) főnévről melléknévre (egy hordó bor), határozószóról igekötőre: Először megállt elöl, majd hirtelen hátrasietett.

## A szófajok csoportosítása
A szófajok többféle csoportosítása létezik két vagy három nagy csoportba. E csoportok elnevezései megfelelhetnek egymásnak különböző grammatikákban, de lehetnek eltérések annak tekintetében, hogy mely szófajokat sorolják hozzájuk.
Az egyik hagyományos, szemantikai csorportosítás alap- és másodlagos szófajokra osztja ezeket. Ilyen csoportosítást említ meg Dubois 2002 (franciául) parties de discours majeures (főnevek, igék, melléknevek és határozószók), melyeknek van lexikai jelentésük, és parties de discours mineures (elöljárók, kötőszók), melyeknek nincs magukban jelentésük.
Ennek a csoportosításnak megfelel az egyrészt fogalmi tartalmú vagy lexikai jelentésű szavakra, másrészt a fogalmi tartalom vagy lexikai jelentés nélküli szavakra való osztályozás. Constantinescu-Dobridor 1998 szerint, a román nyelvre vonatkozóan, az elsők közé a főnév, a melléknév, a számnév, a névmás, az ige és a határozószó tartozik, az utóbbi pedig az artikulust, az elöljárót, a kötőszót és az indulatszót foglalja magába.
Részben ezzel egyezik a fogalomjelölő és a viszonyjelölő szavakra [(angolul) content words, illetve function words] való osztályozás, melybe a szemantikai szempont mellett a mondattani is valamennyire belejátszik, ugyanis az utóbbiak elnevezése mondattani szerepükre utal. Bokor 2007 szerint az első csoportba a főnév, a melléknév, a számnév és az ige tartozik, hozzájuk teszi a főnévi és a melléknévi igenevet, és megjegyzi, hogy a névmás nem jelöl fogalmat, hanem csak utal rá vagy helyettesíti. A második csoportba sorolja a névelőket, a névutókat, a kötőszókat, az indulatszókat, a módosítószókat és a segédigéket, melyek valóság- és nyelvtani viszonyokat jelölnek, de megjegyzi, hogy „a mondatszók igazán viszonyjelölőknek sem tekinthetők”. Ugyanakkor e két csoport mellett egy közbülsőt is számba vesz, a viszonyított fogalmat jelölő szókét, melyek közé a határozószókat és a határozói igeneveket sorolja. Főleg a határozószókban a tartalmi és a viszonyjelentés együttesen található meg, azaz a lexikai és a szintaktikai mozzanatok kombinálódnak.
Egy másik hagyományos csoportosítás morfológiai szempontból osztja a szavakat változó, illetve változatlan alakúakra. Például a francia nyelv egyes grammatikáiban ezek egyrészt a főnevek, a melléknevek, a determinánsok (névelők, birtokos melléknévi névmások, mutató melléknévi névmások), a főnévi névmások, az ige (beleértve az igeneveket is), másrészt a határozószók, az elöljárószók, a kötőszók, a bevezető szók (szót, szócsoportot vagy mondatot bevezető, pl. Voici votre journal ’Íme az újságja’) és a mondatszók (közöttük az indulatszók). A román grammatikákban ezeket az osztályokat flektálható, illetve flektálhatatlan szavak csoportjainak nevezik. Az elsőben az artikulusok, a főnevek, a melléknevek, a számnevek, a névmások és az igék vannak, a másodikban a határozószók, az indulatszók, az elöljárók és a kötőszók. A magyar grammatikákban ezen osztályok megfelelői a Bokor 2007 által toldalékolhatóknak, illetve toldalékolhatatlanoknak nevezett szavak csoportjai, azt értve ez alatt, hogy felvehetnek, illetve nem vehetnek fel ragokat és jeleket. Az első csoporthoz tartozó szófajok nem egyenlő mértékben toldalékolhatók. A főnév és az ige nagy mértékben az, a melléknév és a számnév ennél kisebb mértékben, a névmás és a segédige még kisebb mértékben. Toldalékolhatatlanok a határozói igenév, az igekötő, a névelő, a kötőszó, a módosítószó és a mondatszó. Idesorolják a határozószókat is, mert csak egyesek kaphatnak egyféle toldalékot, a fokjelet.
Tisztán mondattani alapú csoportosítások is vannak. Például Constantinescu-Dobridor 1998 szintaktikai funkciójú szófajokat (főnév, melléknév, számnév, névmás, ige, határozószó, indulatszó) és nem szintaktikai funkciójú szófajokat (artikulus, elöljárószó, kötőszó) különböztet meg. Ennek megfelel a magyar nyelv vonatkozásában például Bokor 2007 mondatrész értékű szókra (ige, főnév, melléknév, számnév, határozószó, igenév, névmások) és nem mondatrész értékű szókra (névelők, névutók, kötőszók, igekötők, segédigék, módosítószók) való felosztása. Ebből a szempontból egy harmadik csoportot alkotnak a mondat értékű szók (mondatszók).
Gyarapíthatóságuk szempontjából is osztályozzák a szófajokat. A nyitott osztályok [(angolul) open classes] (főnevek, melléknevek, igék, határozószók) elemeit korlátlanul lehet szaporítani jövevényszókkal, szóképzéssel vagy szóösszetétellel, miközben a zárt szóosztályok (kötőszók, segédigék, névelők) elemeinek száma a nyelv adott állapotában nem gyarapítható. Eifring – Theil 2005 a nyitott osztályokhoz hozzáadja az indulatszókat is, melyek száma saját különleges módjukon szaporítható, azaz szóteremtéssel spontán hangos reagálások alapján.
Kenesei 2006-nak, aki elfogadja a nyitott, illetve zárt osztályokra való felosztást, van egy más csoportosítása is:
- A független szó minimális szabad forma, azaz nem tartalmaz más szabad formát, vagyis olyat, amely maga is előfordulhat egy-egy megnyilatkozásban.
- A függőszó kötött forma, de bizonyos önállósággal rendelkezik, olyannal, amely megengedi, hogy egy vagy több szabad forma válassza el más szabad formáktól. Függőszók a grammatikai szavak, más néven viszonyszók: névelők, kötőszók, névutók és egyes partikulák (csak, is, sem, -e).

Ezeken kívül elkülöníti még a szó alatti elemeket, azaz a toldalékot és az ún. félszót, mely összetett szó tagját képezi. A félszó is bizonyos önállósággal rendelkező kötött forma, de nem éri el a függőszó önállósági szintjét, így a függőszó és a toldalék között helyezkedik el. A félszók többsége alkalmilag az, független szókként is megvannak, de egyesek csak utótagok (-beli, -féle, -fajta, -né, -szerű) vagy előtagok (al-, fő-) lehetnek.

## Szófaji rendszerek
A szófajok csoportosításának részletezésével szófaji rendszerek felállítására történnek próbálkozások. A szófajok meghatározásának és elkülönítésének nehézségei miatt nem lehet vitathatatlan szófaji rendszert kialakítani, ezért létezik több. Az alábbi három magyar grammatikákban található.
| Keszler 2000 | Bokor 2007 | Kenesei 2006 |
| --- | --- | --- |
| 1. Alapszófajok: • Tulajdonképpeni alapszófajok: – ige; – főnév; – melléknév; – határozószó; • Alapszófajokat helyettesítő szófajok (névmások): – főnévi névmás; – melléknévi névmás; – határozószói névmás; • Átmeneti szófajú szavak (igenevek): – főnévi igenév; – melléknévi igenév; – határozói igenév; 2. Viszonyszók: • Morfológiai természetű szerkezetekben: – segédige; – segédigenév; – névutó; – határozóvá tevő mint; – névutómelléknév; – igekötő; • Nem morfológiai természetű szerkezetekben: – kötőszó; – partikula; – névelő; – tagadószó; 3. Mondatszók: – indulatszó; – interakciós mondatszó; – módosítószó; – hangutánzó mondatszó. | 1. Igék; 2. Névszók: – főnév; – melléknév; – számnév; – névmás; 3. Igenevek: – főnévi igenév; – melléknévi igenév (és az ige-igenév); – határozói igenév; 4. Határozószók; 5. Viszonyszók: – segédige (és származékai); – névutó (és a névutó-melléknév); – igekötő; – névelő; – kötőszó; – módosítószó; 6. Mondatszók: – indulatszó; – felelő-, kérdőszó és társalgási szó; – hangutánzó mondatszó. | 1. Főkategória (vonzatos): • Lexikális kategória (thematikus vonzatos): – főnév; – ige; – melléknév; – határozószó; • Funkcionális kategória (nem thematikus vonzatos): – névelő; – tagadószó; – mondatbevezető; – segédige; – kérdő „partikula”; 2. Másodlagos kategória (vonzat nélküli): – mondathatározószó; – (állítmányi) határozószó; – számnév. |